# Felicja Lemiesz
Felicja Lemiesz z domu Rosowska (ur. 27 kwietnia 1917 w Pławnie, zm. 9 września 1975 w Warszawie) – działaczka polityczna, podporucznik Wojska Polskiego.

## Życiorys
Była córką Arkadiusza, inteligenta. W 1928 roku ukończyła szkołę powszechną i dalszą naukę podjęła w gimnazjum w Łodzi. Zmuszona została przerwać naukę w 1935 roku, ponieważ w rodzinie pogorszyły się warunki materialne i dlatego zaczęła pracować w fabryce chałwy „Ellas”. Członkini Związku Młodzieży Szkolnej od 1932 roku, a dwa lata później przyjęto ją w szeregi Komunistycznego Związku Młodzieży Polskiej. Sekretarz Komitetu Dzielnicowego Sródmieście-Prawa KZMP od 1935 roku i została przyjęta do Komunistycznej Partii Polski. Członkini Zarządu Okręgowego Klasowego Związku Zawodowego Pracowników Przemysłu Spożywczego oraz sekretarz Sekcji Cukierniczej. Inicjatorka wystąpień jednolitofrontowych KZMP i Organizacji Młodzieży Towarzystwa Uniwersytetu Robotniczego w 1935 roku za co była kilkakrotnie aresztowana. Będąc członkinią Komitetu Strajkowego brała udział w 1936 roku w strajku pracowników przemysłu spożywczego, a z ramienia KZMP była uczestnikiem przygotowywania strajków łódzkich włókniarzy. Wyjechała do Warszawy w połowie 1938 roku, gdzie została zatrudniona w fabryce czekolady.  
W czasie II wojny światowej będąc sanitariuszką organizowała pomoc dla uciekinierów przybywających do Warszawy we wrześniu 1939 roku. Kiedy miasto skapitulowało Felicja Lemiesz wyjechała do Białegostoku i następnie do Lwowa, gdzie znalazła zatrudnienie w aptece. W 1940 roku na Wydziale Historycznym Instytutu Pedagogicznego rozpoczęła studia oraz działała w MOPR. Po ataku Niemiec na Związek Radziecki ewakuowała się do Uljanowska i dalej do Uzbeckiej SRR, pracując w kołchozie, a następnie w Proletarsku w warsztatach kopalni węgla. Do Armii Polskiej w ZSRR wstąpiła w listopadzie 1943 roku i po ukończeniu szkoły oficerskiej otrzymała stopień chorążego i skierowana została w 9 pułku piechoty do kompanii łączności na stanowisko zastępcy dowódcy ds. polityczno-wychowawczych. Razem z oddziałem od Sielc do Pragi przeszła szlak bojowy, a 17 września 1944 roku forsując Wisłę była ciężko ranna. W grudniu 1944 roku wyszła ze szpitala i w stopniu podporucznika została przeniesiona do Głównego Zarządu Polityczno-Wychowawczego Wojska Polskiego. Podczas odbywania służby w 3 Dywizji Piechoty im. Romualda Traugutta zweryfikowano ją jako byłego członka KPP i przyjęto w szeregi Polskiej Partii Robotniczej.
Felicja Lemiesz została oddelegowana w połowie marca 1945 roku do dyspozycji pełnomocnika Tymczasowego Rządu Rzeczypospolitej Polskiej na miasto Łódź, gdzie w KW PPR otrzymała stanowisko zastępcy kierownika Wydziału Personalnego. Do września 1949 roku pracowała w KW PPR i PZPR. Wraz z rodziną wyjechała do Gdańska, gdzie była kierowniczką Działu Kadr Wojewódzkiego Zjednoczenia Miejskiego Handlu Detalicznego w latach 1951–1952. Rok później w Zielonej Górze w Wojewódzkim Przedsiębiorstwie Hurtu Spożywczego była kierownikiem Działu Kadr, a we wrześniu 1955 roku zaczęła pracować w Wojewódzkim Ośrodku Szkolenia Partyjnego KW PZPR. Od 1960 roku w Wieczorowym Uniwersytecie Marksizmu-Leninizmu została wyznaczona na stanowisko kierownika i podjęła również zaoczne studia w Wyższej Szkole Nauk Społecznych przy KC PZPR w Warszawie na Wydziale Historyczno-Socjologicznym, gdzie uzyskała w 1966 roku tytuł magistra historii.
Była również działaczką organizacji społecznych, w których była m.in. przewodniczącą Sądu Koleżeńskiego Wojewódzkiego Zarządu Ligi Kobiet. Została emerytką w sierpniu 1968 roku, a 9 września 1975 roku zmarła w Warszawie.

## Ordery i odznaczenia
- Krzyż Kawalerski Orderu Odrodzenia Polski[2],
- Krzyż Walecznych,
- Order Krzyża Grunwaldu III klasy,
- Medal za Warszawę 1939–1945,
- Medal za Odrę, Nysę, Bałtyk,
- Medal Zwycięstwa i Wolności 1945,
- Brązowy Krzyż Zasługi,
- Medal 30-lecia Polski Ludowej,
- Odznaka Honorowa „Za zasługi w rozwoju województwa zielonogórskiego”.